# Rabirruivo-mourisco

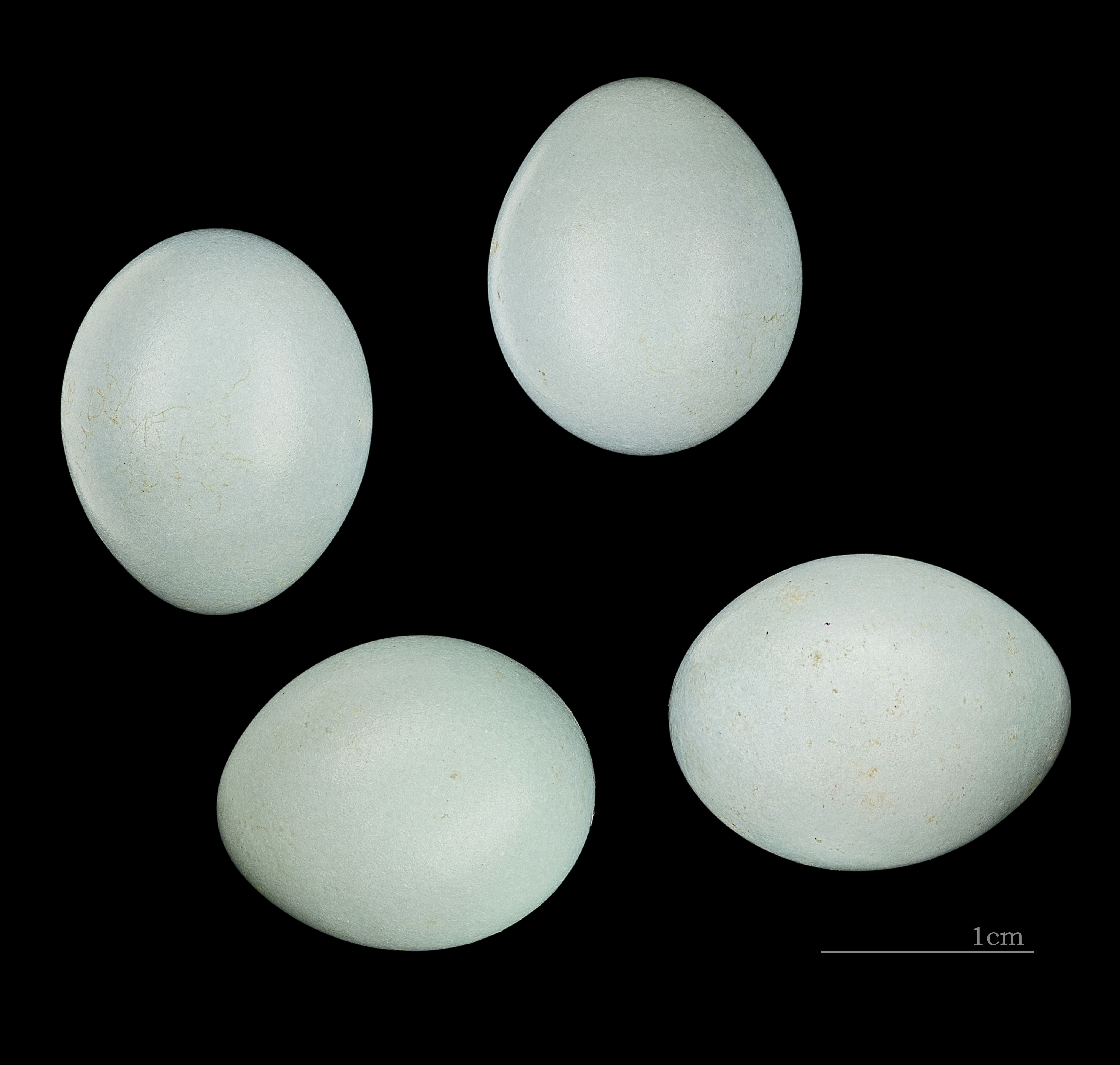
Ovos de Phoenicurus moussieri MHNT

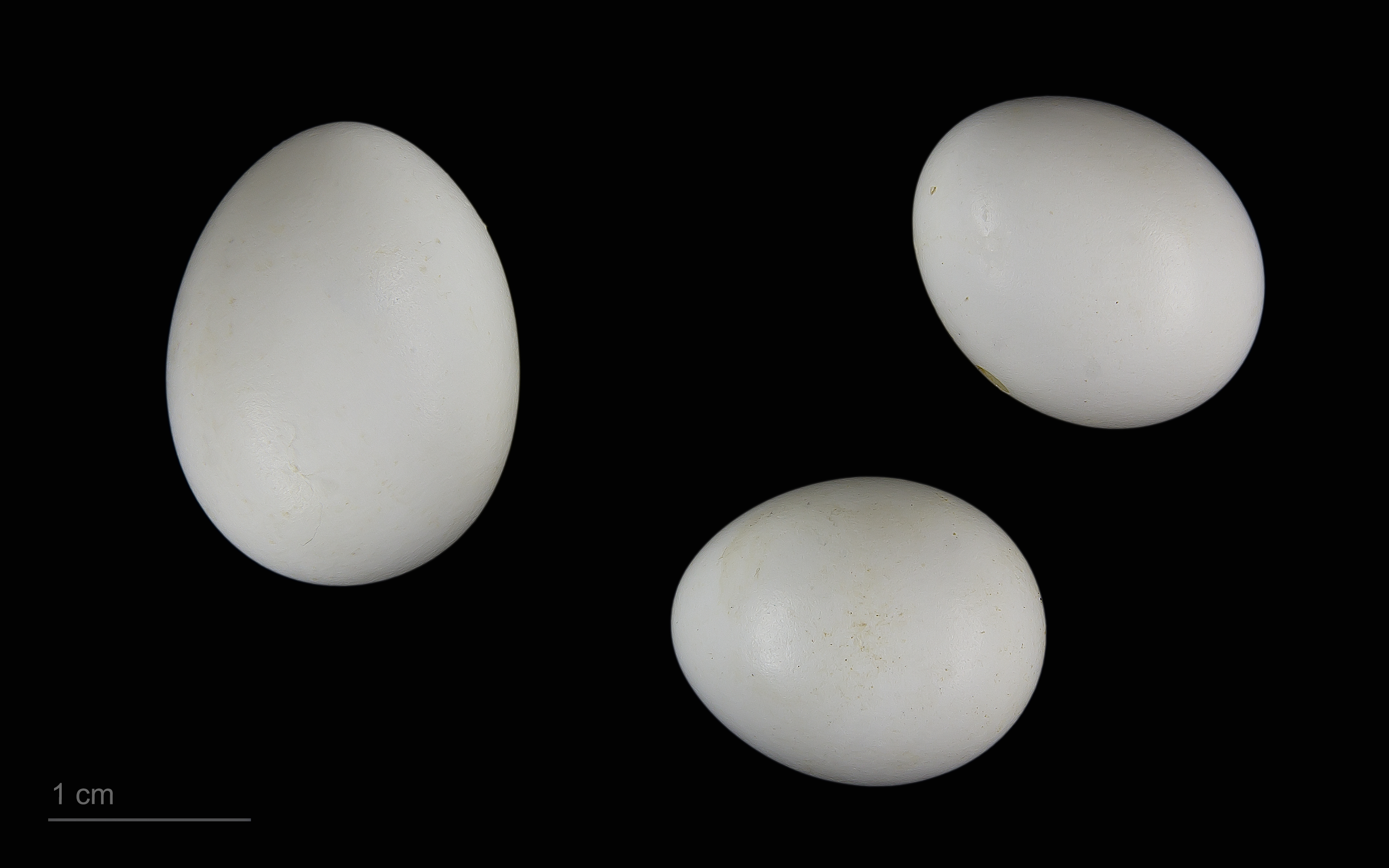
Cuculus canorus bangsiem um ninho de Phoenicurus moussieri - MHNT

O Rabirruivo-mourisco (Phoenicurus moussieri) é uma ave da família Muscicapidae. O macho é ruivo por baixo e preto por cima, com uma característica mancha branca na testa.
Esta espécie distribui-se pelo Magrebe (Marrocos, Argélia, Tunísia e Líbia), sendo de ocorrência acidental na Península Ibérica.